# Askaniá
Askaniá (en grec moderne : Ασκανιά), est une petite île volcanique inhabitée de Grèce située en mer Égée. Elle est très proche de l'île de Christianí et de l'îlot Escháti avec lesquelles elle forme le petit archipel de Christianiá.
Sur le plan administratif, l'île appartient au dème de Thíra. Santorin est en effet l'île habitée la plus proche, à environ 20 km au nord-est.